# Amper
Amper er en flod i det sydlige Bayern i Tyskland, og en af de største bifloder til Isar, fra venstre. Efter et løb   på 185 km munder den ud i Isar ved Moosburg. Floden  har sit udspring i Ammersee og de øvre grene ovenfor   Ammersee, kaldes Ammer. Byer langs Amper er Fürstenfeldbruck, Dachau og Moosburg. De største bifloder er Glonn, Würm og Maisach. 
47°34′12″N 11°03′05″Ø / 47.57°N 11.0514°Ø